# Yvonne Brathwaite Burke

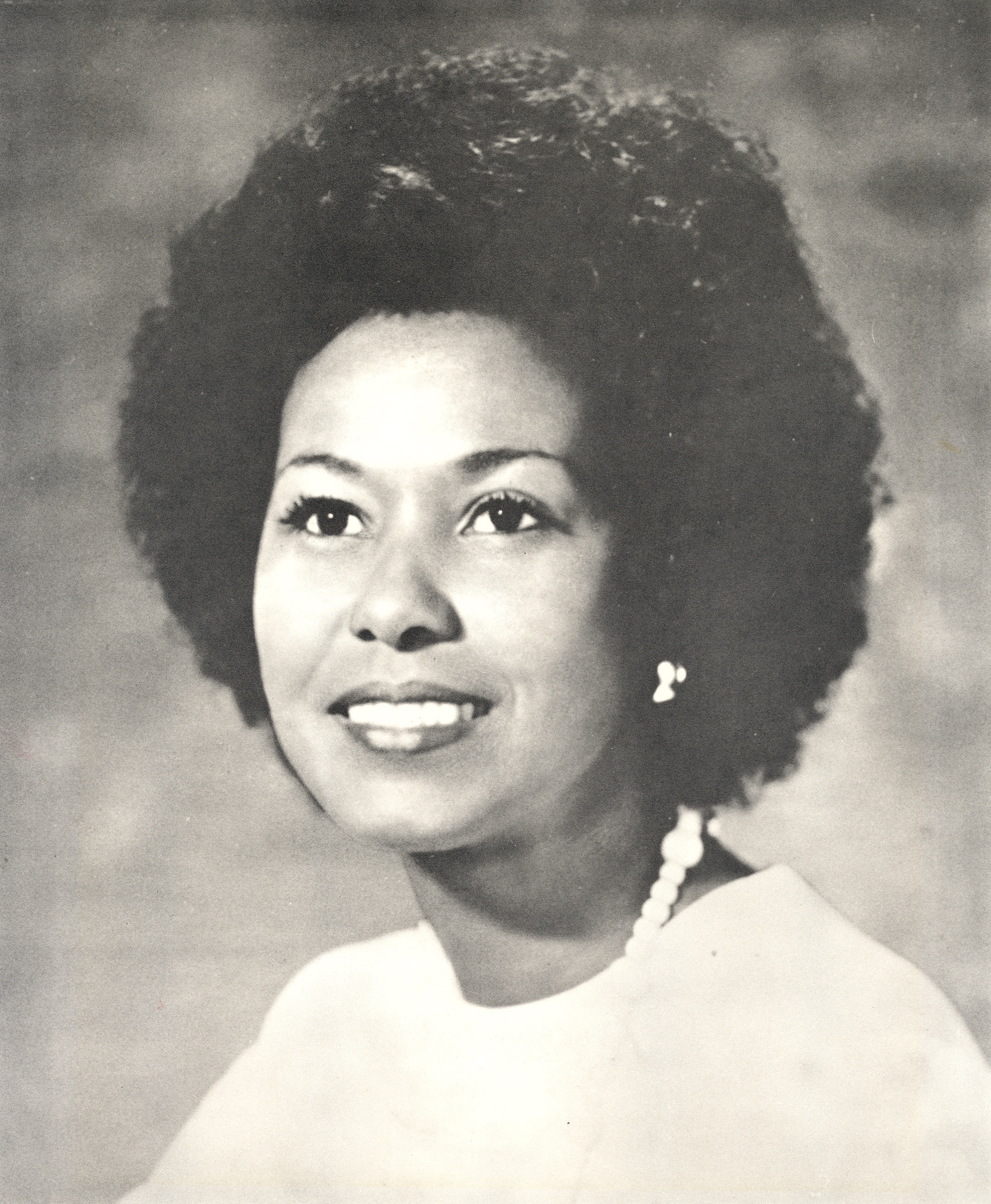
Yvonne Brathwaite Burke

Yvonne Brathwaite Burke (* 5. Oktober 1932 in Los Angeles, Kalifornien) ist eine ehemalige US-amerikanische Politikerin. Zwischen 1973 und 1979 vertrat sie den Bundesstaat Kalifornien im US-Repräsentantenhaus.

## Werdegang
Perle Yvonne Watson, so ihr Geburtsname, besuchte die öffentlichen Schulen ihrer Heimat. Danach studierte sie bis 1953 an der University of California in Los Angeles. Nach einem anschließenden Jurastudium an der University of Southern California und ihrer 1956 erfolgten Zulassung als Rechtsanwältin begann sie in diesem Beruf zu arbeiten. Im Jahr 1972 heiratete sie den Philanthrop William Burke, der den Los-Angeles-Marathon ins Leben rief. Politisch schloss sie sich der Demokratischen Partei an. Zwischen 1967 und 1972 saß sie als Abgeordnete in der California State Assembly. Im Juli 1972 war sie Delegierte zur Democratic National Convention in Miami Beach, auf der George McGovern als Präsidentschaftskandidat nominiert wurde.
Bei den Kongresswahlen des Jahres 1972 wurde Burke im 37. Wahlbezirk von Kalifornien in das US-Repräsentantenhaus in Washington, D.C. gewählt, wo sie am 3. Januar 1973 die Nachfolge von Lionel Van Deerlin antrat. Nach zwei Wiederwahlen konnte sie bis zum 3. Januar 1979 drei Legislaturperioden im Kongress absolvieren. Seit 1975 vertrat sie dort als Nachfolgerin von Alphonso Bell den 28. Distrikt ihres Staates. Sie war von 1976 bis 1977 als Nachfolgerin von Charles B. Rangel erste weibliche Vorsitzende des Congressional Black Caucus.
1978 verzichtete sie auf eine weitere Kandidatur. Gleichzeitig scheiterte eine Bewerbung für das Amt des Attorney General von Kalifornien. In den Jahren 1979 und 1980 sowie nochmals von 1992 bis 2008 gehörte sie dem Kreisrat (Board of Supervisors) im Los Angeles County an. Im März 2012 wurde Yvonne Burke von Präsident Barack Obama in das Board of Directors von Amtrak berufen.
Ihre Dokumente hat sie dem Archiv der University of Southern California überlassen.